# Shock cardiogeno
Lo shock cardiogeno è una qualsiasi situazione di shock in cui una depressione della funzione cardiaca determina le modifiche che porteranno all'origine della sindrome, caratterizzata da ipoperfusione periferica associata a disfunzione cellulare, degli organi interni e dei tessuti.
Le pressioni ventricolari di riempimento e i volumi risultano aumentati e la pressione arteriosa media ridotta: ad una diminuzione della gittata cardiaca segue ipotensione che porta ad una diminuita perfusione ai tessuti e ad anossia cerebrale

## Epidemiologia
Non vi sono molti studi sull'epidemiologia di gran parte delle forme di shock, però molte ricerche sono state fatte sullo shock cardiogeno quale complicanza di un infarto miocardico. Tale forma di shock complica il 5-15% di tutti gli infarti..
Nonostante i notevoli progressi nel trattamento e nella diagnosi dell'IMA la mortalità intra-ospedaliera è elevata e oscilla fra il 70% e il 100% nelle diverse casistiche
La sopravvivenza a tre anni è di circa il 40%; questi risultati negativi risentono della gravità dell'insulto ischemico e delle comorbidità che sono spesso presenti in questi pazienti

## Eziologia
Le cause di disfunzione cardiaca che possono esitare in shock sono:
1. Infarto miocardico acuto complicato da severa insufficienza cardiaca, rottura del setto interventricolare, insufficienza mitralica da rottura di corde tendinee, infarto del ventricolo destro e rottura della parete libera del ventricolo sinistro
2. cardiomiopatie dilatative, valvulopatie in stadio terminale, disfunzione miocardica da Shock settico
3. Shock ostruttivo da versamento pericardico sino al tamponamento, embolia polmonare massiva, ipertensione polmonare, coartazione dell'aorta, cardiomiopatia ipertrofica, mixoma, pneumotorace iperteso
4. Shock ipovolemico da rottura di aneurisma dell'aorta addominale o aneurisma dell'aorta toracica, emorragia grave

Avviatosi il processo scatenante la sindrome, l'ipoperfusione dei tessuti porta ad una disfunzione multi-organo, che aumenta e peggiora lo stato di shock: diverse sostanze vengono riversate nel torrente circolatorio dai vasocostrittori come le catecolamine, a varie chinine, istamina, serotonina, prostaglandine, radicali liberi, attivazione del sistema del complemento e fattore di necrosi tumorale. Tutte queste sostanze non fanno altro che danneggiare gli organi vitali come rene, cuore, fegato, polmone, intestino, pancreas e cervello.

## Clinica
Le principali manifestazioni della sindrome da shock sono l'ipotensione e l'ipoperfusione, intendendo per ipotensione qualsiasi situazione che comporti una riduzione media di 30 mmHg rispetto al basale del soggetto, poiché pressioni < 90 mmHg di sistolica possono essere ben tollerate da molti soggetti sani

### Segni e sintomi
I più comuni correlano con la ipoperfusione degli organi:
- alterazioni dello stato mentale: agitazione, stato confusionale sino al coma
- manifestazioni cutanee: cute fredda, sudata e cianosi
- insufficienza renale acuta
- tachicardia, dispnea

Le stenosi delle coronarie, che si sono evidenziate durante l'autopsia dei soggetti deceduti per shock irreversibile, colpiscono principalmente il tronco comune dell'arteria coronaria sinistra, che irrora i due/terzi del muscolo cardiaco.

### Esami di laboratorio
Gli esami per la diagnosi differenziale delle diverse sindrome da shock, utilizzano il semplice prelievo del sangue sino a metodiche molto sofisticate:
- emocromo, creatinina, emogasanalisi, ECG, radiografia del torace, ecocardiogramma
- tomografia computerizzata, coronarografia, angiografia polmonare

## Terapia
I pazienti con shock cardiogeno evidente richiedono un trattamento complesso e spesso un approccio multidisciplinare.
Alla stabilizzazione clinica iniziale, fa seguito una monitorizzazione con catetere di Swan-Ganz, che permetterà attraverso la verifica della gittata cardiaca e delle pressioni di incuneamento polmonari, di modulare la somministrazione dei farmaci in base alle risposte emodinamiche.

### Terapia medica
L'utilizzo di sostanze vasodilatanti quali il nitroprussiato di sodio e la nitroglicerina possono trovare impiego nelle forme con funzione sistolica depressa o infarto del miocardio. Nella maggioranza dei casi vengono però impiegate sostanze simpaticomimetiche, come la dopamina e la dobutamina, che supportando la pressione arteriosa permettono di migliorare la perfusione degli organi e ridurre così le resistenze periferiche, riducendo la produzione di sostanze vasocostritrici locali.
Il supporto meccanico che può fornire l'utilizzo del contropulsatore aortico, viene utilizzato nelle forme che coinvolgono il muscolo cardiaco colpito da ischemia: insufficienza mitralica acuta e difetto interventricolare da rottura ischemica. Tale supporto permette una soluzione ponte, che permetterà di arrivare all'intervento chirurgico nelle condizioni migliori.

### Terapia chirurgica
L'intervento chirurgico è d'obbligo nei difetti meccanici, come riferito, e si beneficiano di periodi di latenza brevi fra l'avvio della terapia medica e l'eventuale supporto meccanico

### Prognosi
La patologia ha una prognosi sfavorevole in circa l'80% dei casi ospedalieri non trattati; tale situazione può essere corretta con diagnosi e trattamenti intrapresi in tempi brevi. Le terapie iniziali tenderanno ad una rapida stabilizzazione dei pazienti e ciò permetterà l'esecuzione di test diagnostici più specifici e terapie definitive.